# Клубний чемпіонат світу з футболу
Клубний чемпіонат світу з футболу — головний клубний турнір планети, хоча і поступається популярністю Лізі чемпіонів УЄФА і Кубка Лібертадорес. Турнір є офіційним правонаступником Міжконтинентального кубка, що розігрувався з 1960 по 2004 роки.
Перший розіграш турніру відбувся у 2000 році, але через банкрутство спонсора чемпіонату ISL другий розіграш стався лише через 5 років — у 2005 році. Чинним переможцем турніру є «Челсі».

## Історія
Перший клубний чемпіонат світу, який відбувся в Бразилії, складався з восьми команд: шести континентальних чемпіонів, Міжконтинентального чемпіона і чемпіонів приймаючої країни. Турнір був дещо суперечливим, особливо в Англії, де «Манчестер Юнайтед» був змушений знятися з національного Кубка Англії, щоб взяти участь. Започаткування турніру сприймається багатьма як боротьба між ФІФА та УЄФА, які боролися за контроль над міжнародним клубним футболом: оскільки існуючий тоді Міжконтинентальний кубок виходив за рамки юрисдикції ФІФА. У фіналі змагалися два бразильські клуби, і переможцем став «Корінтіанс» з Сан-Паулу, який став першим клубним чемпіоном світу, визнаним ФІФА.
Другий розіграш було заплановано провести в Іспанії в 2001 році, за участю 12 команд. Але він був скасований через низку факторів, найважливішим з яких був розпад ISL (маркетингового партнера ФІФА). Саме тоді планується проведення події в 2003 році, але цього також не сталося. ФІФА врешті-решт домовився про злиття Клубного чемпіонату світу з Міжконтинентальним кубком. Останній розіграш Міжконтинентального кубка був проведений у 2004 році, а перший відновлений Клубний чемпіонат світу відбувся в Японії в період з 11 грудня і по 18 грудня 2005 року.

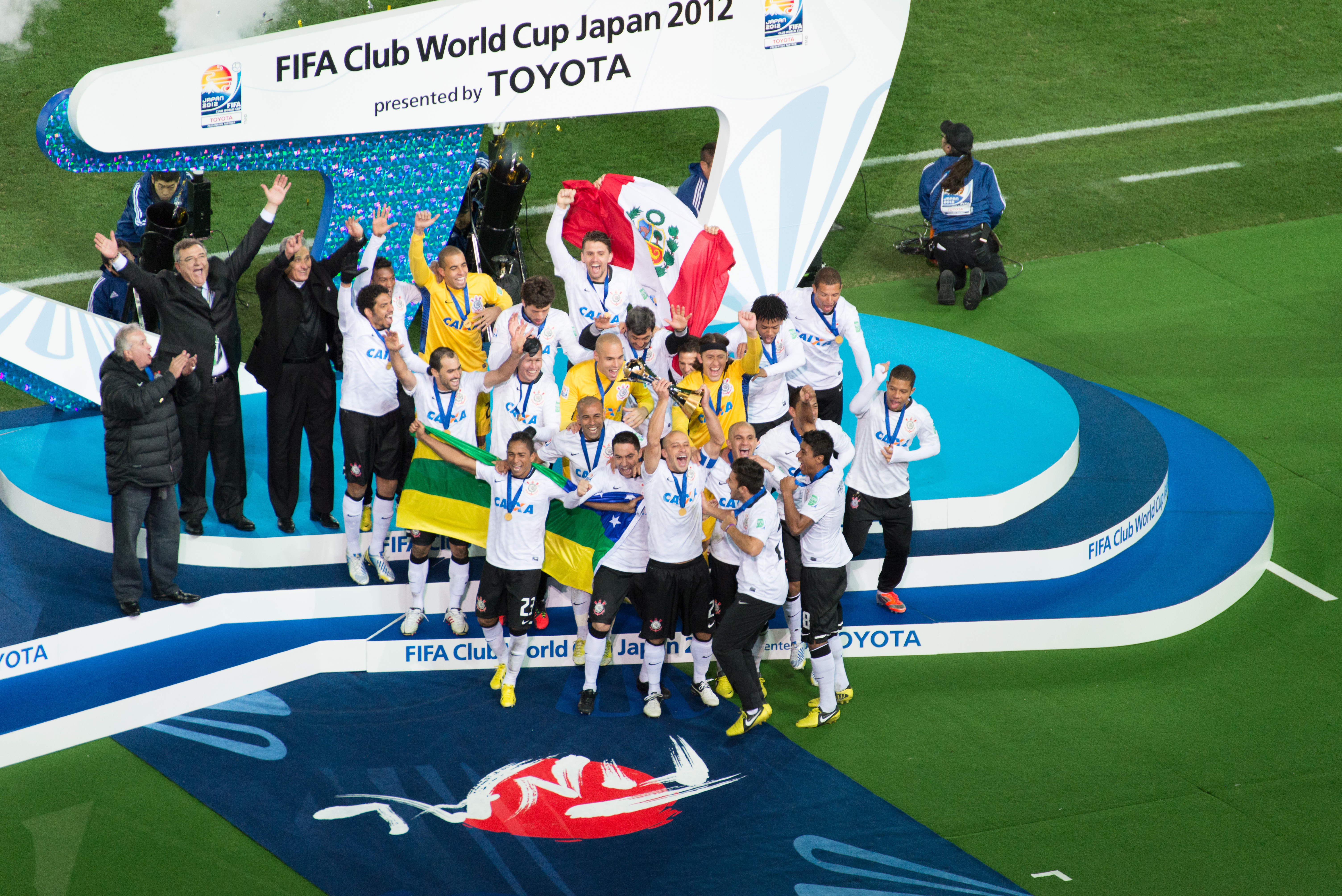
«Корінтіанс» святкує свою другу перемогу в турнірі. 2012 рік

У 2005 році відновлена версія була коротшою, ніж у попередньому розіграші, для полегшення планування турніру через різницю сезонів на кожному континенті. У ньому взяли участь тільки шість континентальних чемпіонів, а чемпіони КОНМЕБОЛ і УЄФА одразу отримали місце у півфіналах турніру.
Змагання було згодом (в 2006 році) перейменовано в Клубний кубок світу ФІФА, який проводився щороку в Японії до 2008 року. Об'єднані Арабські Емірати приймали розіграш в 2009 році і також будуть в 2010 році. У 2007 був введений матч плей-офф між чемпіонами Океанії та чемпіоном приймаючої країни за участь в стадії чвертьфіналу з метою підвищення інтересу місцевих вболівальників в турнірі. Повторне введення матчу за п'яте місце у 2008 році, також викликало збільшення призового фонду на $ 500000 до загальної суми в 16,5 млн дол США.
У лютому 2008 був введений нагрудний значок FIFA Club World Cup Champions, який чемпіон мав право носити на формі до фіналу наступного чемпіонату. Спочатку всім чотирьом попереднім чемпіонам було дозволено носити значок до фіналу 2008 року, коли «Манчестер Юнайтед» отримав виключне право носити значок, вигравши трофей.
2012 року у фінальному матчі зустрілися лондонський «Челсі» та «Корінтіанс» з Сан-Паулу. Матч закінчився з рахунком 1:0 на користь південноамериканського клубу, гол на свій рахунок записав Паоло Герреро. Таким чином, «Корінтіанс» зрівнявся за кількістю титулів з «Барселоною».
2013 року у фінальному матчі зустрілися мюнхенська «Баварія» та «Раджа» з Касабланки. Матч закінчився з рахунком 2:0 на користь європейської команди. Голи на свій рахунок записали Данте і Тьяго Алькантара. Це була перша участь і перший титул «Баварії» в подібних турнірах. «Баварія» також стала першим німецьким клубом, який виграв цей трофей. Тренер німецької команди Жузеп Гвардіола став першим тренером, який виграв цей трофей з двома командами — з «Барселоною» (2009, 2011) і з «Баварією» (2013). Крім того Гвардіола став першим тренером в історії турнірів, що виграв трофей в третій раз.
2015 року іспанська «Барселона» у фіналі розгромила аргентинський «Рівер Плейт» і стала першою командою, що змогла тричі виграти турнір. Крім того, 5 з 6 голів команди на турнірі забив Луїс Суарес, ставши найрезультативнішим гравцем в історії турніру, зрівнявшись з аргентинцями Сесаром Дельгадо та Ліонелем Мессі, які також мали по 5 голів.
З 2016 року тричі поспіль турнір вигравав іспанський «Реал Мадрид», встановивши рекорд за кількістю перемог поспіль у турнірі.
2019 року «Ліверпуль» з мінімальною перевагою виграв у фіналі у бразильського «Фламенгу» і перервав п'ятирічну іспанську гегемонію у турнірі. У 2020 році ФІФА ухвалила рішення перенести турнір з грудня 2020 на лютий 2021 через глобальну пандемію, викликану вірусом COVID-19. Переможцем цього турніру стала мюнхенська «Баварія», яка обіграла у фіналі 1:0 мексиканський «УАНЛ Тигрес».

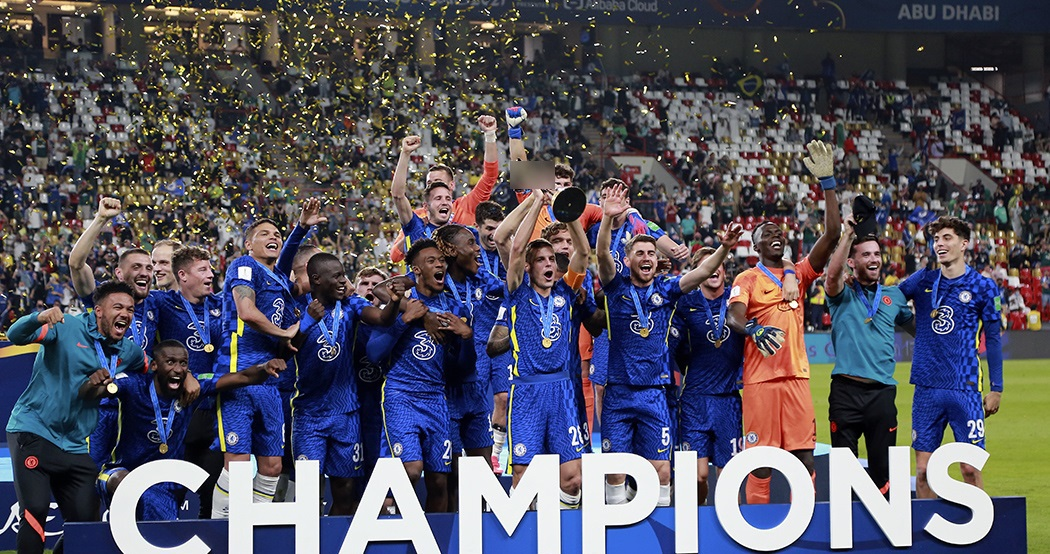
Гравці «Челсі» святкують перемогу на турнірі 2021 року.

2021 року турнір мала приймати Японія, але у вересні 2021 року Японія відмовилася від проведення турніру через нову хвилю COVID-19. Турнір було вирішено перенести до іншої країни, його приймали ОАЕ. Також знову змінилися дати турніру, його знову було перенесено з грудня на лютий наступного року. У фіналі турніру зустрілися лондонський «Челсі» та бразильський «Палмейрас». З рахунком 2:1 перемогу у додатковий час здобув лондонський клуб.
Клубний чемпіонат світу 2022 відбувся в Марокко. Іспанський Реал Мадрид з рахунком 5:3 переміг Аль Гіляль з Саудівської Аравії і вп'яте став переможцем турніру.
14 лютого 2023 ФІФА оголосила про те, що Саудівська Аравія прийме клубний чемпіонат світу 2023 року. Турнір відбудеться з 12 по 22 грудня.

## Грошові премії
Грошова премія передбачена для кожної команди, що бере участь в турнірі. Переможці отримують 5 млн дол США, друге місце — 4 млн дол США, третє місце — 2,5 млн дол США, четверта команда — 2 мільйони доларів, п'ята — 1,5 млн дол США, шоста — $ 1 млн і сьома команда отримує $ 500 000.

## Чемпіони
Наразі всі розіграші Клубного чемпіонату світу виграли клуби з Європи і Південної Америки. У 2000 вперше фінал відбувся без європейців (південноамериканський фінал), а у 2010 році в фіналі вперше не грав представник Південної Америки. В тому ж році до фіналу вперше пробився представник Африканського континенту. Команда із Азії вперше дойшла до фіналу в 2016 році. Найвищим досягненням представників Австралії та Океанії є третє місце, завойоване у 2014 році. До фіналу команди цієї частини світу ще не потрапляли.
Дивись також: Список клубних чемпіонів світу з футболу
| Рік           | Фінал             | Фінал               | Фінал                | Третє місце               | Третє місце               | Третє місце               | Стадіон                               |
| Рік           | Переможець        | Рахунок             | Фіналіст             | Третє місце               | Рахунок                   | Четверте місце            | Стадіон                               |
| ------------- | ----------------- | ------------------- | -------------------- | ------------------------- | ------------------------- | ------------------------- | ------------------------------------- |
| 2000 Детально | Корінтіанс        | 0:0 (дч) (4:3 пен.) | Васко да Гама        | Некакса                   | 1:1 (д.ч.) (4:3 пен.)     | Реал Мадрид               | Маракана, Ріо-де-Жанейро              |
| 2005 Детально | Сан-Паулу         | 1:0                 | Ліверпуль            | Сапрісса                  | 3:2                       | Аль-Іттіхад               | Міжнародний стадіон, Йокогама         |
| 2006 Детально | Інтернасьонал     | 1:0                 | Барселона            | Аль-Ахлі                  | 2:1                       | Америка                   | Міжнародний стадіон, Йокогама         |
| 2007 Детально | Мілан             | 4:2                 | Бока Хуніорс         | Урава Ред Даймондс        | 2:2 (4:2 пен.)            | Етуаль дю Сахель          | Міжнародний стадіон, Йокогама         |
| 2008 Детально | Манчестер Юнайтед | 1:0                 | ЛДУ Кіто             | Ґамба Осака               | 1:0                       | Пачука                    | Міжнародний стадіон, Йокогама         |
| 2009 Детально | Барселона         | 2:1 (дч)            | Естудіантес          | Пхохан Стілерс            | 1:1 (4:3 пен.)            | Атланті                   | Шейх Заєд, Абу-Дабі                   |
| 2010 Детально | Інтернаціонале    | 3:0                 | ТП Мазембе           | Інтернасьйонал            | 4:2                       | Соннам Ільхва Чхонма      | Шейх Заєд, Абу-Дабі                   |
| 2011 Детально | Барселона         | 4:0                 | Сантос               | Аль-Садд                  | 0:0 (5:3 пен.)            | Касіва Рейсол             | Міжнародний стадіон, Йокогама         |
| 2012 Детально | Корінтіанс        | 1:0                 | Челсі                | Монтеррей                 | 2:0                       | Аль-Ахлі                  | Міжнародний стадіон, Йокогама         |
| 2013 Детально | Баварія (Мюнхен)  | 2:0                 | Раджа                | Атлетіку Мінейру          | 3:2                       | Гуанчжоу Евергранд        | Марракеш, Марракеш                    |
| 2014 Детально | Реал Мадрид       | 2:0                 | Сан-Лоренсо          | Окленд Сіті               | 1:1 (4:2 пен.)            | Крус Асуль                | Марракеш, Марракеш                    |
| 2015 Детально | Барселона         | 3:0                 | Рівер Плейт          | Санфречче Хіросіма        | 2:1                       | Гуанчжоу Евергранд        | Міжнародний стадіон, Йокогама         |
| 2016 Детально | Реал Мадрид       | 4:2 (дч)            | Касіма Антлерс       | Атлетіко Насьйональ       | 2:2 (4:3 пен.)            | Америка                   | Міжнародний стадіон, Йокогама         |
| 2017 Детально | Реал Мадрид       | 1:0                 | Греміо               | Пачука                    | 4:1                       | Аль-Джазіра               | Заєд Спорт Сіті, Абу-Дабі             |
| 2018 Детально | Реал Мадрид       | 4:1                 | Аль-Айн              | Рівер Плейт               | 4:0                       | Касіма Антлерс            | Заєд Спорт Сіті, Абу-Дабі             |
| 2019 Детально | Ліверпуль         | 1:0 (дч)            | Фламенгу             | Монтеррей                 | 2:2 (4:3 пен.)            | Аль-Гіляль (Ер-Ріяд)      | Халіфа, Доха                          |
| 2020 Детально | Баварія           | 1:0                 | УАНЛ Тигрес          | Аль-Аглі (Каїр)           | 0:0 (3:2 пен.)            | Палмейрас                 | Ед'юкейшн Сіті Стедіум, Ер-Райян      |
| 2021 Детально | Челсі             | 2:1 (дч)            | Палмейрас            | Аль-Аглі (Каїр)           | 4:0                       | Аль-Гіляль (Ер-Ріяд)      | Мохаммед бін Заєд, Абу-Дабі           |
| 2022 Детально | Реал Мадрид       | 5:3                 | Аль-Гіляль (Ер-Ріяд) | Фламенгу                  | 4:2                       | Аль-Аглі (Каїр)           | Стадіон принца Мулая Абделлаха, Рабат |
| 2023 Детально | Манчестер Сіті    | 4:0                 | Флуміненсе           | Аль-Аглі                  | 4:2                       | Урава Ред Даймондс        | Король Абдалла Спортс Сіті, Джидда    |
| 2024          | не проводився     | не проводився       | не проводився        | не проводився             | не проводився             | не проводився             | не проводився                         |
| 2025 Детально | Челсі             | 3:0                 | Парі Сен-Жермен      | Флуміненсе та Реал Мадрид | Флуміненсе та Реал Мадрид | Флуміненсе та Реал Мадрид | Мет-Лайф Стедіум, Іст-Ратерфорд       |

## Нагороди
| Рік  | Золотий м'яч         | Срібний м'яч         | Бронзовий м'яч       | Найкращий бомбардир                                                     | Нагорода Fair Play | Тренер-переможець   |
| ---- | -------------------- | -------------------- | -------------------- | ----------------------------------------------------------------------- | ------------------ | ------------------- |
| 2000 | Еділсон              | Едмунду              | Ромаріо              | Ніколя Анелька (3) Ромаріу (3)                                          | Аль-Наср           | Освалдо де Олівейра |
| 2005 | Рожеріо Сені         | Стівен Джеррард      | Крістіан Боланьйос   | Марсіо Аморозо (2) Пітер Крауч (2) Альваро Саборіо (2) Мохаммед Нур (2) | Ліверпуль          | Паулу Аутуорі       |
| 2006 | Деку                 | Іарлей               | Роналдінью           | Мохаммед Абутріка (3)                                                   | Барселона          | Абел Брага          |
| 2007 | Кака                 | Кларенс Зеєдорф      | Родріго Паласіо      | Вашингтон (3)                                                           | Урава Ред Даймондз | Карло Анчелотті     |
| 2008 | Вейн Руні            | Кріштіану Роналду    | Даміан Мансо         | Вейн Руні (3)                                                           | Аделаїда Юнайтед   | Алекс Фергюсон      |
| 2009 | Ліонель Мессі        | Хуан Себастьян Верон | Хаві                 | Денілсон (4)                                                            | Атланте            | Жузеп Гвардіола     |
| 2010 | Самюель Ето'о        | Діоко Калуїтука      | Андрес Д'Алессандро  | Мауріціо Моліна (3)                                                     | Інтернаціонале     | Рафаель Бенітес     |
| 2011 | Ліонель Мессі        | Хаві                 | Неймар               | Ліонель Мессі (2) Адріано (2)                                           | Барселона          | Жузеп Гвардіола     |
| 2012 | Кассіо Рамос         | Давід Луїз           | Паоло Герреро        | Хісато Сато (3) Сесар Дельгадо (3)                                      | Монтеррей          | Тіте                |
| 2013 | Франк Рібері         | Філіпп Лам           | Мухсін Іажур         | Сесар Дельгадо (2) Роналдінью (2) Даріо Конка (2) Мухсін Іажур (2)      | Баварія            | Жузеп Гвардіола     |
| 2014 | Серхіо Рамос         | Кріштіану Роналду    | Іван Віцеліч         | Херардо Торрадо (2) Гарет Бейл (2) Серхіо Рамос (2)                     | Реал Мадрид        | Карло Анчелотті     |
| 2015 | Луїс Суарес          | Ліонель Мессі        | Андрес Іньєста       | Луїс Суарес (5)                                                         | Барселона          | Луїс Енріке         |
| 2016 | Кріштіану Роналду    | Лука Модрич          | Гаку Сібасакі        | Кріштіану Роналду (4)                                                   | Касіма Антлерс     | Зінедін Зідан       |
| 2017 | Лука Модрич          | Кріштіану Роналду    | Хонатан Урретабіская | Кріштіану Роналду Маурісіо Антоніо Ромаріньйо (2)                       | Реал Мадрид        | Зінедін Зідан       |
| 2018 | Гарет Бейл           | Кайо                 | Рафаель Сантос Борре | Гарет Бейл Рафаель Сантос Борре (3)                                     | Реал Мадрид        | Сантьяго Соларі     |
| 2019 | Мохаммед Салах       | Бруно Енріке         | Карлос Едуардо       | Багдад Бунеджах Хамду Ельхуні (3)                                       | Есперанс           | Юрген Клопп         |
| 2020 | Роберт Левандовський | Андре-П'єр Жиньяк    | Йозуа Кімміх         | Андре-П'єр Жиньяк (3)                                                   | Ад-Духаїль         | Ганс-Дітер Флік     |
| 2021 | Тіагу Сілва          | Дуду                 | Даніло               | Ромелу Лукаку (2) Рафаел Вейга (2) Яссер Ібрагім (2) Абдулай Діабі (2)  | Челсі              | Томас Тухель        |
| 2022 | Вінісіус Жуніор      | Федеріко Вальверде   | Лусіано В'єтто       | Педро                                                                   | Реал Мадрид        | Карло Анчелотті     |
| 2023 | Родріго Ернандес     | Кайл Вокер           | Джон Аріас           | Хуліан Альварес (2) Карім Бензема (2) Алі Маалул (2)                    | Аль-Іттіхад        | Жузеп Гвардіола     |

## Бомбардири
| Місце | Футболіст         | Голів | Деталі                                                                        |
| ----- | ----------------- | ----- | ----------------------------------------------------------------------------- |
| 1     | Кріштіану Роналду | 7     | 1 у 2008 ( «Манчестер Юнайтед»), 4 у 2016, 2 у 2017 (обидва — «Реал Мадрид»)  |
| 2     | Карім Бензема     | 6     | 1 у 2014, 2 у 2016, 1 у 2022 (усі — «Реал Мадрид»), 2 у 2023 ( «Аль-Іттіхад») |
| 2     | Гарет Бейл        | 6     | 2 у 2014, 1 у 2017, 3 у 2018 (усі — «Реал Мадрид»)                            |
| 4     | Ліонель Мессі     | 5     | 2 у 2009, 2 у 2011, 1 у 2015 (усі — «Барселона»)                              |
| 4     | Луїс Суарес       | 5     | 5 у 2015 ( «Барселона»)                                                       |
| 4     | Сесар Дельгадо    | 5     | 3 у 2012, 2 у 2013 (обидва — «Монтеррей»)                                     |
| 7     | Денілсон          | 4     | 4 у 2009 ( «Поханг Стілерс»)                                                  |
| 7     | Мохаммед Абутріка | 4     | 3 у 2006, 1 у 2012 ( «Аль-Аглі»)                                              |
| 7     | Цукаса Сіотані    | 4     | 2 у 2015 ( «Санфрече Хіросіма»), 2 у 2018 ( «Аль-Айн»)                        |
| 7     | Салем ад-Давсарі  | 4     | 1 у 2019, 1 у 2021, 2 у 2022 (усі — «Аль-Гіляль» (Ер-Ріяд))                   |
| 7     | Педро             | 4     | 4 у 2022 ( «Фламенгу»)                                                        |
| 7     | Хуссейн Аль-Шахат | 4     | 1 у 2018 ( «Аль-Айн»), 1 у 2020, 1 у 2022, 1 у 2023 (усі — «Аль-Аглі»)        |

## Цікаві факти
- У 2009 році гравець «Барселони» Педро Родрігес, забивши на турнірі, став першим футболістом, який забивав у шести різних клубних змаганнях протягом одного року. У 2011 році інший гравець «Барселони» Ліонель Мессі повторив це досягнення.
- Жузеп Гвардіола став першим тренером, який виграв турнір з трьома різними клубами. Двічі він ставав переможцем клубного чемпіонату світу з «Барселоною» і по одному разу з «Баварією» і «Манчестер Сіті»[4].
- Матео Ковачич став першим футболістом, який зміг виграти клубний чемпіонат світу у складі трьох різних команд. Хавбек брав трофей із «Челсі», мадридським «Реалом» та «Манчестер Сіті»[5].